# وزارة الصحة (فلسطين)

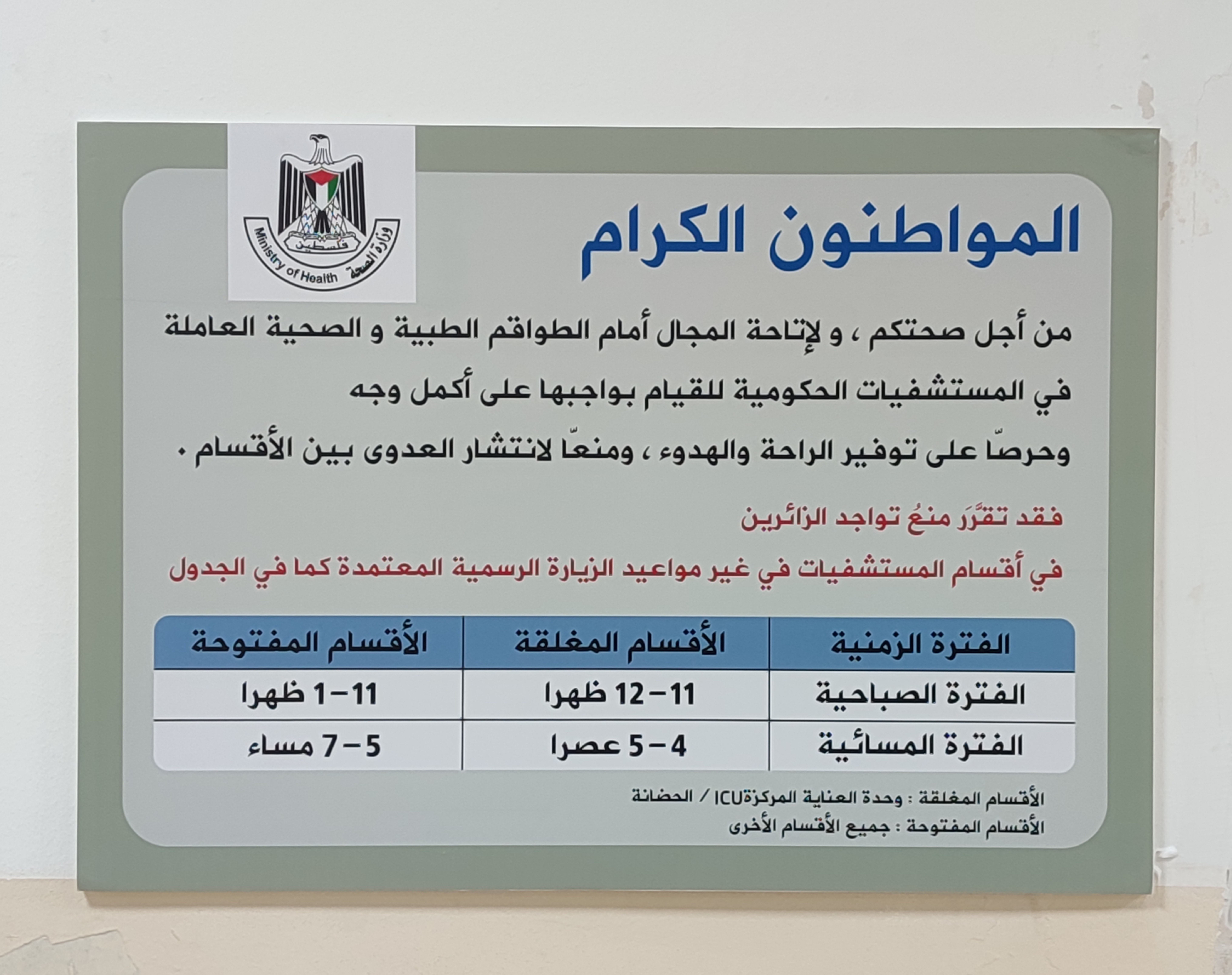
مواعيد زيارة المرضى في مستشفيات وزارة الصحة الفلسطينية

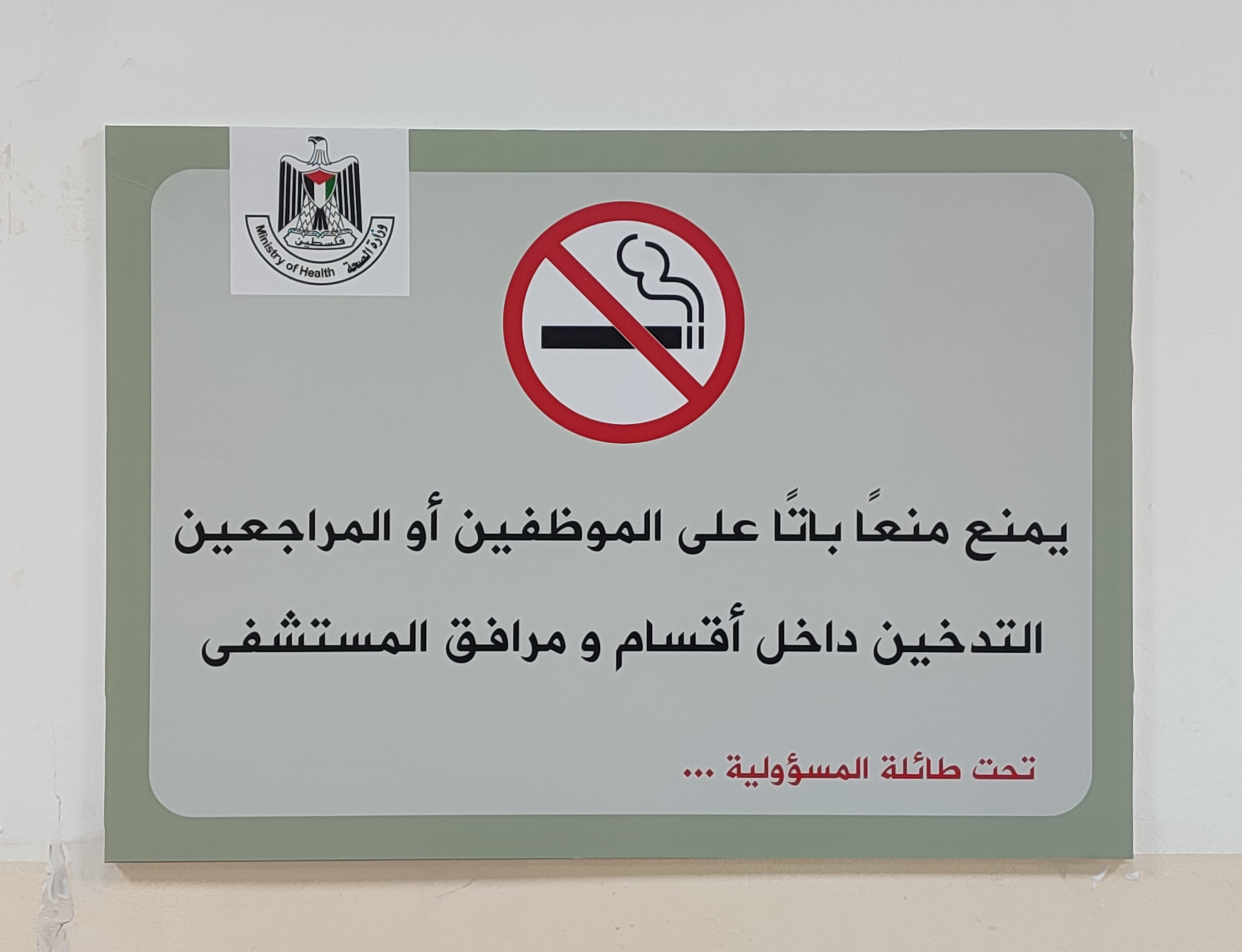
منع التدخين في مستشفيات وزارة الصحة ومرافقها

وزارة الصحة الفلسطينية هي الوزارة المسؤولة عن الصحة العامة للمواطنين في دولة فلسطين، حيث تتبع لها جميع المستشفيات والمراكز العلاجية الفلسطينية المنتمية إلى القطاع العام، وتقوم هذه الوزارة أيضا بعمل الإحصاءات المتعلقة بالصحة في دولة فلسطين. تنقسم مباني وزارة الصحة بين مدينتي نابلس ورام الله.

## الانتفاضة والصحة
عانى قطاع الصحة في دولة فلسطين كثيرا من ممارسات قوات الاحتلال الإسرائيلي، حيث مني قطاع الصحة بكثير من الخسائر المادية، حيث قام جيش الاحتلال بتدمير العديد من سيارات الإسعاف، وازداد الأمر سوء مع حصار غزة، حيث تعاني المراكز الصحية هناك بشح شديد في المواد الطبية.
كما حدثت في دولة فلسطين الكثير من حالات الوفاة على الحواجز الإسرائيلية التي تقيمها قوات الاحتلال الإسرائيلية في الضفة الغربية، كما وحدثت بعض حالات الولادة على الحواجز أيضا، وشهد قطاع غزة بعد الحصار الإسرائيلي له الكثير من حالات الوفاة بسبب منع قوات الاحتلال الإسرائيلي المرضى من السفر للعلاج أو بسبب شح المواد الطبية والإمكانيات العلاجية المناسبة.

## الرؤية
نظام صحي شامل متكامل يساهم في تحسين وتعزيز مستدام للوضع الصحي بما فيه المحددات الرئيسية للصحة في فلسطين.

## الرسالة
إن وزارة الصحة في السلطة الوطنية الفلسطينية كإحدى مؤسسات دولة فلسطين المستقلة ملتزمة بمبدأ العمل المشترك مع جميع الشركاء لتطوير الأداء في القطاع الصحي والارتقاء به وذلك لضمان إدارة القطاع الصحي بشكل مهني سليم وخلق قيادة قادرة على وضع السياسات وتنظيم العمل وضمان توفير خدمات نوعية في كل القطاع الصحي العام والخاص.

## المبادئ العامة
1. الحق في الصحة لجميع أبناء الشعب الفلسطيني.
2. الحصول على خدمات صحة عامة ورعاية صحية ذات جودة عالية للجميع بمساواة وعدالة والاهتمام بالشرائح المهمشة وعلى الأخص تلك المعزولة في الأغوار والقدس الشرقية وتلك المتضررة من جدار الفصل العنصري وسكان قطاع غزة الذي يواجه حصارا خانقا منذ عدة سنوات.
3. الحكم الرشيد.

## الأهداف الاستراتيجية
1. تعزيز الإدارة والقيادة.
2. تعزيز التخطيط والإدارة والتمويل المستدام للاستخدام الأمثل للإمكانيات المتاحة.
3. تعزيز أنماط الحياة الصحية وتحسين إدارة الأمراض المزمنة.
4. ضمان الحصول على خدمات صحية ذات نوعية جيدة من قبل الجميع وخاصة الفقراء والفئات الضعيفة.
5. تعزيز التمويل والإدارة المالية من اجل الاستدامة والشفافية.
6. تعزيز فعالية المعونات في دعم الاستراتيجية الوطنية للصحة.
7. تعزيز الشراكة والتكامل بين القطاعيين العام والخاص.
8. تعزيز وتطوير التعاون بين القطاعات ومن ضمنها الجانب الصحي الذي ورد في الخطة الوطنية للتعامل مع الكوارث والطوارئ.

## التاريخ
في 2 سبتمبر 2022: أعلنت وزارة الصحة الفلسطينية تعرض بعض من أنظمتها الإلكترونية لهجوم نفذته جهة مجهولة، كما ذكرت أن بيانات المرضى آمنة ولم تتأثر.
لاحقًا في 9 سبتمبر 2022: أعلنت الفرق الفنية التي انبثقت عن لجنة التحقيق المكلفة بكشف ملابسات الهجوم المجهول التي تعرضت له خوادم وزارة الصحة تمكنها من استرجاع الملفات المستهدفة كافة وذكرت أنه خارجي.

## وزراء الصحة
توالى على إدارة وزارة الصحة في فلسطين الوزراء التاليين:
| الترتيب | الاسم          | الحكومات الفلسطينية                    | مدة تولي المنصب | مدة تولي المنصب |
| ------- | -------------- | -------------------------------------- | --------------- | --------------- |
| 1       | رياض الزعنون   | الحكومات (الأولى - الرابعة)            | 20 مايو 1994    | 29 أكتوبر 2002  |
| 2       | أحمد الشيبي    | الحكومة الخامسة                        | 29 أكتوبر 2002  | 30 أبريل 2003   |
| 3       | كمال الشرافي   | الحكومة السادسة                        | 30 أبريل 2003   | 07 أكتوبر 2003  |
| 4       | جواد الطيبي    | الحكومتان السابعة والثامنة             | 07 أكتوبر 2003  | 24 فبراير 2005  |
| 5       | ذهني الوحيدي   | الحكومة التاسعة                        | 24 فبراير 2005  | 27 مارس 2006    |
| 6       | باسم نعيم      | الحكومة العاشرة                        | 27 مارس 2006    | 17 مارس 2007    |
| 7       | رضوان الأخرس   | الحكومة الحادية عشرة                   | 17 مارس 2007    | 14 يونيو 2007   |
| 8       | فتحي أبو مغلي  | الحكومتان الثانية عشرة والثالثة عشرة   | 14 يونيو 2007   | 16 مايو 2012    |
| 9       | هاني عابدين    | الحكومة الرابعة عشرة                   | 16 مايو 2012    | 06 يونيو 2013   |
| 10      | جواد عواد      | الحكومات (الخامسة عشرة - السابعة عشرة) | 06 يونيو 2013   | 13 أبريل 2019   |
| 11      | مي كيلة        | الحكومة الفلسطينية الثامنة عشرة.       | 13 أبريل 2019   | 31 مارس 2024    |
| 12      | ماجد أبو رمضان | الحكومة الفلسطينية التاسعة عشرة        | 31 مارس 2024    | لا يزال         |

## وصلات خارجية
- موقع وزارة الصحة الفلسطينية الرسمي